# Кубыш-Ключ
Кубыш-Ключ (мар. Пусаксола) — деревня в Моркинском районе Республики Марий Эл. Входит в состав Шиньшинского сельского поселения.

## География
Находится в юго-восточной части республики Марий Эл на расстоянии приблизительно 17 км по прямой на восток-юго-восток от районного центра посёлка Морки.

## История
Известна с 1795 года как деревня, где было 3 двора и население 24 человека, мари. В 1895 году здесь (Кубыш или Студёный Ключ) отмечено наличие татарского населения 90 человек. В 2004 году в здесь оставалось 12 хозяйств. В советские времена работали колхозы «Йошкар памаш» и им. Калинина.

## Население
Население составляло 27 человек (мари 96 %) в 2002 году, 27 в 2010.